# Trudy Pitts
Gertrude E. «Trudy» Pitts (Filadelfia, Pensilvania, 10 de agosto de 1932 - Filadelfia, 19 de diciembre de 2010) fue una cantante y tecladista de soul jazz estadounidense, que popularizó el órgano Hammond B3.

## Biografía
Con formación musical y de docencia musical, Pitts estudió en la Universidad de las Artes de Filadelfia, en la Universidad de Temple y en la Escuela Juilliard, entre otras instituciones. Sus primeros trabajos incluyeron un puesto como asistente de pianista en el musical 
Raisin, ganador de dos Premios Tony.
Al final de la gira del musical, fue alentada por su marido (quien había trabajado con Shirley Scott como baterista) a continuar desarrollando su repertorio.
En 1967, fue presentada por el Boston Globe como una estrella en ascenso y elogió su trabajo. Su esposo, William Theodore Carney II (nacido en 1925), y conocido como Mr. C., solía acompañarla como percusionista.
Trudy Pitts siguió su carrera con Ben Webster, Gene Ammons, y Sonny Stitt. Grabó cuatro álbumes para Prestige Records, en colaboración con Willis Jackson, entre otros. En 1999, un álbum recopilatorio de varias grabaciones fue publicado como Legends of Acid Jazz, Trudy Pitts & Pat Martino. 
Trudy Pitts falleció el 19 de diciembre de 2010, a los 78 años, de cáncer pancreático.

## Discografía

### Como líder
- 1967: Introducing the Fabulous Trudy Pitts (Prestige PR 7523) con Pat Martino.
- 1967: These Blues are Mine (Prestige PR 7358) con Pat Martino.
- 1968: A Bucketful of Soul (Prestige PR 7560) con Mr. C.
- 1968: The Excitement of Trudy Pitts (Grabado en vivo en el Club Baron) (Prestige PR 7583) con Wilbert Longmire.

### Como solista
- 1967: Steppin' In Minor c/w Take Five (Prestige PR 45-448) Las mismas sesiones que PR 7523.
- 1968: A Whiter Shade Of Pale c/w Bucket Full Of Soul (Prestige PR 45-461).

### Como acompañante
Con Pat Martino
- El Hombre(Prestige PR 7513)

Con Willis Jackson
- 1968: Star Bag (Prestige PR 7571)

Con Roland Kirk
- 1976: The Return of the 5000 Lb. Man (Warner Bros. BS 2918)
- 1976: Other Folks' Music (Atlantic 1686)
- 1977: Kirkatron (Warner Bros. 2982)